# 清水 (弘前市)
清水（しみず）は、青森県弘前市の地名。清水一丁目から清水三丁目まである。郵便番号は036-8254。

## 地理
青森県道126号久渡寺新寺町線沿いの東側の地域。北部は樹木、北部から南東部にかけて旭ケ丘・緑ケ丘、南部は桜ケ丘、南西部は大開、西部は自由ケ丘、西北部は若葉に接する。

## 歴史

### 沿革
- 1967年（昭和42年）～現在 - 富田、富田清水、小沢の一部から分離、清水一～三丁目になる。

### 地名の由来
1889年（明治22年）～1950年（昭和30年）にかけて自治体名であった清水村を生かしたもの。

## 世帯数と人口
2017年（平成29年）6月1日現在の世帯数と人口は以下の通りである。
| 丁目       | 世帯数  | 人口  |
| ---------- | ------- | ----- |
| 清水一丁目 | 10世帯  | 26人  |
| 清水二丁目 | 65世帯  | 160人 |
| 清水三丁目 | 111世帯 | 234人 |
| 計         | 186世帯 | 420人 |

## 施設

### 商業
- 薬王堂弘前若葉店
- ファミリーマート弘前清水三丁目店
- エビナビデオ
- 弘都モーター販売
- 大成設備工業
- ヒロサキ全商
- 東洋美装

### 工業
- タムロン弘前工場
- ゴールドパック青森工場

### 教会
- 天理教小山布教所

## かつて存在した施設
- ニチロ

## 小・中学校の学区
市立小・中学校に通う場合、学区は以下の通りとなる。
| 町丁       | 番・番地 | 小学校               | 中学校             |
| ---------- | -------- | -------------------- | ------------------ |
| 清水一丁目 | 全域     | 弘前市立桔梗野小学校 | 弘前市立第四中学校 |
| 清水二丁目 | 全域     | 弘前市立桔梗野小学校 | 弘前市立第四中学校 |
| 清水三丁目 | 全域     | 弘前市立桔梗野小学校 | 弘前市立第四中学校 |

## 交通
- 弘南バス
  - ゴールドパック前、清水三丁目（弘前駅 - 金属団地・桜ヶ丘線、他）停留所。
  - 清水二丁目（ミニバス 緑ケ丘団地線）停留所。